# Matas
Matas era una freguesia portuguesa del municipio de Ourém, distrito de Santarém.

## Historia
Fue suprimida el 28 de enero de 2013, en aplicación de una resolución de la Asamblea de la República portuguesa promulgada el 16 de enero de 2013 al unirse con la freguesia de Cercal, formando la nueva freguesia de Matas e Cercal.